# Alexandre Gorbatov
 (septembre 2014).
Alexandre Vassilievitch Gorbatov (en russe : Алекса́ндр Васи́льевич Горба́тов) (21 mars 1891 - 7 décembre 1973) fut un militaire russe, puis soviétique. Il a reçu le titre de Héros de l'Union soviétique.

## Biographie

### Jeunesse
Gorbatov naquit à Pakhotino, dans province d'Ivanovo, d’une famille d'agriculteurs pauvres. Il commença à travailler à l'âge de 14 ans pour gagner sa vie.

### Première Guerre mondiale
Engagé en 1912 dans l'armée tsariste, Alexandre Gorbatov participa comme sous-officier à la Première Guerre mondiale. Il servit dans un régiment de hussards de Tchernigov, où il gagna ses galons de caporal. Il participa à de nombreux engagements sur le front de l'Est, notamment aux batailles de Tannenberg, de Galicie, de Przemysl, à l'offensive de Gorlice-Tarnów, aux deux batailles des lacs de Mazurie, aux offensives Broussilov et Kerensky.

### Guerre civile
Après la révolution d'Octobre, en 1917, et la contre-révolution l'année suivante, Gorbatov s'enrôla en 1919 dans l'Armée rouge comme commandant (tous les officiers soviétiques étaient appelés "commandants", car les dirigeants soviétiques estimaient que le mot "officier" était trop occidental pour l'Armée rouge). Il se distingua dans la lutte contre Denikine et Petlioura, et reçut l'Ordre du drapeau rouge pour ses exploits.

### Entre-deux-guerres
Après la Guerre civile russe, il devint commandant d'un escadron de cavalerie (1921), d'un régiment (1921-1928), puis d'une brigade (1928-1931). Il obtint, en 1926, son diplôme de commandant de cavalerie, puis, en 1930, celui du Cours de formation supérieur pour officiers. Il devint, en 1931, commandant adjoint puis, en 1933, commandant de division de cavalerie des Gardes rouges.
Lors des Grandes Purges des officiers soviétiques, ordonnées en 1937 par le Secrétaire général du Parti communiste Joseph Staline, Gorbatov, alors sous les ordres de Yakir, fut exclu de l'Armée rouge. Arrêté en octobre 1938, il fut torturé, mais refusa d'avouer. Condamné à 15 ans de travaux forcés, comme "ennemi du peuple", il fut envoyé dans les mines d'or de la Kolyma, où il est renvoyé du front de taille après quelques semaines seulement. Lorsque le Conseil militaire réexamina les dépositions des "traîtres" de 1937, il reçut le soutien du maréchal Boudienny. Il fut alors ramené à Moscou pour subir de nouveaux interrogatoires. Il fut réintégré dans l'Armée rouge, à son grade antérieur, en mars 1941.

### Seconde Guerre mondiale
Au lendemain des premiers jours de l'opération Barbarossa, entre octobre 1941 et juin 1942, Gorbatov fut successivement commandant adjoint, puis commandant de la 226e division de fusiliers. Avec son unité, il participa à la contre-offensive en Ukraine, sur le front du Sud-Ouest, avant d'être engagé sur le front de Stalingrad. En octobre 1942, il devint adjoint de la 24e armée, puis commandant du 20e Corps de la garde, en avril 1943.
Après avoir accompli avec talent son devoir dans ces postes, il fut nommé, en juin 1943, commandant de la 3e armée, sur le front de Briansk. Il participa à la bataille de Koursk (opérations de Briansk, Orel et Bobrouisk). En juillet 1943, il planifia l'offensive sur Orel et les défenses fortifiées adverses le long de la rivière Zusha. Le 5 août, appuyé par la 63e armée, il libéra Orel. Sous son commandement, la 3e armée prit ensuite part aux offensives de l'automne 1943 et de l'hiver 1944. Elle connut des succès lors des franchissements des rivières Soj et Sky, écrasa les forces adverses près de Minsk et prit Bialystok. Gorbatov commanda ensuite lors de la campagne de 1944 en Biélorussie.
Il participa à l'invasion de l'Allemagne, en janvier-février 1945, tout d'abord sur le Deuxième front biélorusse, à l'est de la province de Prusse-Orientale, jusque sur l'Oder, puis sur le Premier front biélorusse, avant la bataille de Berlin, ce qui lui valut, le 10 avril 1945, le titre de héros de l'Union soviétique.

### L'après-guerre
Après la Seconde Guerre mondiale, Gorbatov fut nommé, en juin 1945, commandant soviétique de Berlin, sous les ordres du maréchal de l'Union soviétique Gueorgui Joukov, après la mort du général-colonel Nikolaï Berzarine. Il fut simultanément commandant de la 5e armée de choc en Allemagne. Il devint commandant des troupes aéroportées de l'Union soviétique, de mars 1950 à mai 1954, commandant des troupes du district militaire de la Baltique, de 1954 à 1958, puis, à partir de 1958, il prit la tête du groupe des inspecteurs généraux du Ministère de la défense de l'URSS. Le 11 mars 1955, il fut fait général d'armée (un rang de général à quatre étoiles, immédiatement inférieur à celui de maréchal).
Entre 1952 et 1961, il fut membre suppléant au Comité central du PCUS et député au Soviet suprême de l'URSS, lors des 2e, 3e et 4e législatures. Il fut citoyen d'honneur des villes d'Orel et de Gomel.
Alexander V. Gorbatov décéda le 7 décembre 1973. Il est enterré dans le cimetière de Novodiévitchi, à Moscou.
Son autobiographie fut publiée dans le numéro de mars-mai 1964 du magazine littéraire soviétique Novy Mir, puis éditée à l'Ouest sous le titre de "Years off My Life".

## Décorations
- Héros de l'Union soviétique (le 6 459e)
- 3 ordres de Lénine
- Ordre de la révolution d'octobre
- 4 ordres du Drapeau rouge
- 2 ordres de Souvorov de 1re classe
- Ordre de Souvorov de 2e classe
- 2 ordres de Koutouzov (1re et 2e classe)
- 2 ordres de l'Étoile rouge
- Médaille pour la Défense de Stalingrad
- Médaille pour la victoire sur l'Allemagne
- Médaille pour la Libération de Varsovie
- Commandeur de la Legion of Merit
- Commandeur de Virtuti Militari
- Ordre de la Croix de Grunwald de 2e classe

## Mémoriaux
Des rues de Briansk, Oufa et Gomel portent son nom. Un monument lui est consacré, sur le boulevard de la Victoire, à Orel.